# Sport-Thieme
 (juillet 2025).
Sport-Thieme est une société allemande de vente par correspondance spécialisée dans le sport institutionnel. Le siège social se trouve à Grasleben, en Basse-Saxe. L’entreprise dispose de sept succursales de vente à travers toute l’Allemagne et est partenaire de diverses fédérations sportives régionales et nationales ainsi que d’associations sportives universitaires.

## Histoire
L’entreprise a été fondée le 1er avril 1949 par Karl-Heinz Thieme. Au début des années 1960, des ateliers ont été construits sur le site de l’entreprise pour permettre la production en interne. En 1971, l’agrandissement de la zone de stockage a débuté dans la zone industrielle de Heidwinkel, un quartier faisant partie de Grasleben. Hans-Rudolf Thieme, le fils du fondateur, a introduit un système de gestion électronique des stocks en 1979 et a rejoint la direction en 1983. Grâce à la mise en place de stratégies d’exportation à partir de 1992 et au lancement d’une boutique en ligne en 1996, Sport-Thieme est devenu un fournisseur de premier plan. Après le décès du fondateur en 1999, l’entreprise a poursuivi sa croissance. Des acquisitions d’entreprises ont largement contribué à l’expansion, dont Reivo (1992), Olympia-Sporthaus Loydl (2000), Holz-Hoerz (2006) ainsi qu’Automaten Hoffmann (2012, plus tard Sportime). Maximilian Hohe, le gendre de Thieme, a rejoint l’entreprise en 2011 et a pris la direction en 2014. En 2023, le chiffre d’affaires du groupe a dépassé pour la première fois la barre des 100 millions d’euros. Au début de l’année 2024, Sport-Thieme a lancé une nouvelle identité de marque. À compter du 1er janvier 2025, l’entreprise a regroupé tous ses sites logistiques précédents sur un tout nouveau site à Haldensleben, en Saxe-Anhalt,.

## Produits et services
L’entreprise propose une gamme d’articles de sport pour les écoles, les clubs, le fitness et la thérapie, avec plus de 19 000 articles couvrant plus de 70 disciplines sportives.

## References
1. 1 2  (de) « Sport-Thieme GmbH, Grasleben – Umsatz », sur North Data GmbH (consulté le 27 mars 2025)
2. ↑  (de) Susanne Jasper, « Sportlich, sportlich, familiär: Wie Sport-Thieme zum deutschen Marktführer wurde », sur die-region.de, 23 juillet 2016 (consulté le 18 juin 2025)
3. 1 2  (de) Markus Brich, « Sport-Thieme in Grasleben: In 75 Jahren zum Marktführer », sur Braunschweiger Zeitung, 24 mai 2024 (consulté le 4 juin 2025)
4. ↑  (de) « Unsere Geschichte 1949 bis heute – Die Historie von Sport-Thieme », sur Sport-Thieme, 2025 (consulté le 4 juin 2025)